# Paris-l'Hôpital
Paris-l'Hôpital è un comune francese di 234 abitanti situato nel dipartimento della Saona e Loira nella regione della Borgogna-Franca Contea.

## Società

### Evoluzione demografica
Abitanti censiti